# Cynwyl Gaeo
Cynwyl Gaeo è un centro abitato del Galles, situato nella contea del Carmarthenshire.